# Nyctennomos peratosema
Nyctennomos peratosema är en fjärilsart som beskrevs av George Francis Hampson 1926. Nyctennomos peratosema ingår i släktet Nyctennomos och familjen nattflyn. Inga underarter finns listade i Catalogue of Life.